# Amalie Auguste von Bayern

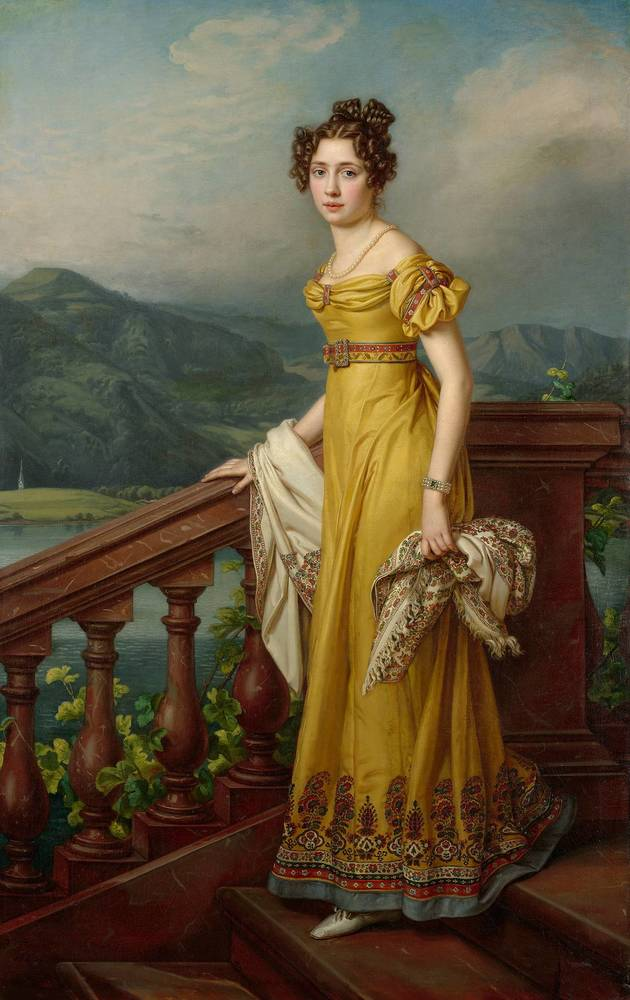
Amalie Auguste von Bayern, Gemälde von Joseph Karl Stieler, 1823 (Galerie Neue Meister, Dresden)

Amalie Auguste Prinzessin von Bayern (* 13. November 1801 in München; † 8. November 1877 in Dresden) war ab 1854 Königin von Sachsen. 

## Leben
Amalie war das vierte Kind aus der zweiten Ehe von König Maximilian I. Joseph von Bayern mit Karoline Friederike Wilhelmine von Baden. Amalies Zwillingsschwester war die Königin Elisabeth von Preußen. Durch ihre Schwestern Ludovica in Bayern und Erzherzogin Sophie von Österreich war sie die Tante von Kaiserin Elisabeth von Österreich und ihrem Mann, Kaiser Franz-Joseph I.
Am 21. November 1822 heiratete Prinzessin Amalie Auguste in Dresden Prinz Johann von Sachsen, Sohn von Prinz Maximilian von Sachsen und der Prinzessin Caroline von Bourbon-Parma. Er war der jüngere Bruder des sächsischen Königs Friedrich August II. und wurde am 9. August 1854 dessen Nachfolger. Aus der Ehe gingen neun Kinder hervor:

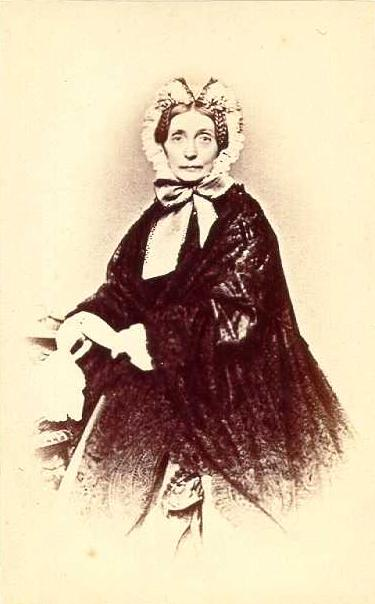
Prinzessin Amalie Auguste von Bayern, spätere Königin von Sachsen

- Marie Auguste Friederike (1827–1857)
- König Albert I. von Sachsen (1828–1902) ⚭ 1853 Prinzessin Carola von Wasa
- Elisabeth (1830–1912) ⚭ 1850 Prinz Ferdinand von Savoyen, Herzog von Genua; ihre Tochter Margarethe (1851–1926) wurde Königin von Italien.
- Friedrich August Ernst (1831–1847)
- König Georg I. von Sachsen (1832–1904) ⚭ 1859 Infantin Maria Anna von Portugal
- Sidonie (1834–1862)
- Anna (1836–1859) ⚭ 1856 Großherzog Ferdinand IV. von Toskana
- Margarete (1840–1858) ⚭ 1856 Erzherzog Karl Ludwig von Österreich
- Sophie (1845–1867) ⚭ 1865 Herzog Carl Theodor in Bayern

Bei ihren häufigen Aufenthalten in Sachsen beschrieb Kronprinzessin/Königin Elisabeth ihrem Gemahl Kronprinz/König Friedrich Wilhelm von Preußen u. a. das Familienleben ihrer Zwillingsschwester Amalie.
Ab 1850 war sie Obervorsteherin des Frauenvereins zu Dresden, dessen Gründung auf ihre Schwester, Königin Marie von Sachsen, zurückging.

## Trivia
Die Amalienstraße in München wurde 1812 nach ihr benannt.

## Briefe
- Vier Briefe von Amalie Auguste an Ida Gräfin Hahn-Hahn, 3. Juni 1870 bis 25. April 1876[2]
- Zahlreiche Briefe an ihre Zwillingsschwester Kronprinzessin/Königin Elisabeth von Preußen